# Ion Vodă, Florești
Ion Vodă este un sat din cadrul comunei Ciutulești din raionul Florești, Republica Moldova.

## Demografie
Conform recensământului populației din 2004, în satul Ion Vodă locuiau 333 de persoane: 330 de moldoveni/români, 1 ucrainean, 1 rus și 1 găgăuz.